# Освальт, Кори
Кори Эдвард Освальт (англ. Corey Edward Oswalt, 3 сентября 1993, Сан-Диего) — американский бейсболист, питчер клуба Главной лиги бейсбола «Нью-Йорк Метс».

## Карьера
Освальт родился 3 сентября 1993 года в Сан-Диего, там же он окончил старшую школу имени Джеймса Мэдисона. После школы Кори поступил в Калифорнийский университет. За школьную и студенческую команды он играл на позициях в инфилде. В 2012 году в седьмом раунде драфта МЛБ его выбрал клуб «Нью-Йорк Метс», бонус за подписание контракта составил 475 тысяч долларов.
Первой профессиональной командой в его карьере стали «Кингспорт Метс», выступавшие в Аппалачской лиге. В сезоне 2013 года Освальт сыграл только тринадцать иннингов из-за нескольких травм. К следующем сезону он восстановился и успешно проявил себя в составе «Бруклин Сайклонс», в двенадцати играх одержав шесть побед с пропускаемостью ERA 2,26. Чемпионаты 2015 и 2016 годов Кори провёл в «Сент-Луси Метс». Перед началом сезона 2017 года его перевели в AA-лигу в «Бингемтон Рамбл Понис». Год Освальт провёл удачно, отыграв рекордные для себя 134,1 иннинга и одержав двенадцать побед при пяти поражениях. По итогам чемпионата он вошёл в сборную звёзд по версии сайта Baseball America, был назван питчером года в Восточной лиге и лучшим питчером системы «Нью-Йорк Метс». После окончания сезона Кори был включён в расширенный состав клуба.
25 апреля 2018 года Освальт дебютировал в Главной лиге бейсбола. Он успешно отыграл 4,2 иннинга в матче против «Сент-Луис Кардиналс», но затем был переведён в AAA-лигу. В основной состав Метс Кори вернулся в июне. Всего в регулярном чемпионате он провёл на поле 64,2 иннинга, в которых его пропускаемость ERA составила 5,85. Несмотря на не самую хорошую статистику, Освальт показал, что клуб может в будущем рассчитывать на него как на игрока стартовой ротации.